# Discografia di Marracash
La discografia di Marracash, rapper italiano attivo dapprima con la Dogo Gang nei primi anni Duemila e successivamente come da solista dal 2008, è comprensiva di otto album in studio (di cui uno realizzato insieme a Guè), un album dal vivo, cinquantatré singoli e quaranta video musicali.

## Album

### Album in studio
| Anno                                                                                               | Titolo | Classifiche | Classifiche | Certificazioni     |
| Anno                                                                                               | Titolo | ITA         | SWI         | Certificazioni     |
| -------------------------------------------------------------------------------------------------- | --- | ----------- | ----------- | ------------------ |
| 2008                                                                                               | Marracash - Pubblicato: 13 giugno 2008 - Etichetta: Universal - Formati: CD, download digitale                          | 9           | —           | - ITA: Oro         |
| 2010                                                                                               | Fino a qui tutto bene - Pubblicato: 13 luglio 2010 - Etichetta: Universal - Formati: CD, download digitale              | 7           | —           | - ITA: Oro         |
| 2011                                                                                               | King del rap - Pubblicato: 31 ottobre 2011 - Etichetta: Universal - Formati: CD, download digitale                      | 3           | —           | - ITA: Platino     |
| 2015                                                                                               | Status - Pubblicato: 20 gennaio 2015 - Etichetta: Universal - Formati: CD, download digitale, streaming                 | 2           | 32          | - ITA: Platino (2) |
| 2016                                                                                               | Santeria (con Guè) - Pubblicato: 24 giugno 2016 - Etichetta: Universal - Formati: CD, download digitale, streaming      | 1           | 12          | - ITA: Platino (4) |
| 2019                                                                                               | Persona - Pubblicato: 31 ottobre 2019 - Etichetta: Island - Formati: CD, LP, download digitale, streaming               | 1           | 48          | - ITA: Platino (9) |
| 2021                                                                                               | Noi, loro, gli altri - Pubblicato: 19 novembre 2021 - Etichetta: Island - Formati: CD, LP, download digitale, streaming | 1           | 16          | - ITA: Platino (7) |
| 2024                                                                                               | È finita la pace - Pubblicato: 13 dicembre 2024 - Etichetta: Island - Formati: CD, LP, download digitale, streaming     | 1           | 9           | - ITA: Platino (2) |
| "—" indica una pubblicazione che non si è classificata o che non è stata pubblicata in quel Paese. | |             |             |                    |

### Album dal vivo
| Anno | Titolo |
| ---- | --- |
| 2017 | Santeria Live (con Guè) - Pubblicato: 31 marzo 2017 - Etichetta: Universal - Formati: 2 CD+DVD, download digitale, streaming |

### Mixtape
| Anno | Titolo |
| ---- | --- |
| 2005 | Roccia Music I - Pubblicato: 2005 - Etichetta: Autoprodotto - Formati: download digitale                          |
| 2011 | Roccia Music II - Pubblicato: 2011 - Etichetta: Roccia Music - Formati: download digitale                         |
| 2016 | Double Dragon Mixtape (con Guè) - Pubblicato: 2016 - Etichetta: Universal - Formati: download digitale, streaming |

## Singoli

### Come artista principale
| Anno                                                                                               | Titolo                                               | Classifiche | Certificazioni     | Album di provenienza          |
| Anno                                                                                               | Titolo                                               | ITA         | Certificazioni     | Album di provenienza          |
| -------------------------------------------------------------------------------------------------- | ---------------------------------------------------- | ----------- | ------------------ | ----------------------------- |
| 2008                                                                                               | Badabum Cha Cha                                      | 9           | - ITA: Oro         | Marracash                     |
| 2008                                                                                               | Estate in città                                      | —           |                    | Marracash                     |
| 2008                                                                                               | Non confondermi                                      | —           |                    | Marracash                     |
| 2009                                                                                               | Tutto questo                                         | —           |                    | Marracash                     |
| 2010                                                                                               | Stupido                                              | —           |                    | Fino a qui tutto bene         |
| 2010                                                                                               | Rivincita (feat. Giusy Ferreri)                      | 100         |                    | Fino a qui tutto bene         |
| 2010                                                                                               | Parole chiave                                        | —           |                    | Fino a qui tutto bene         |
| 2011                                                                                               | King del rap                                         | 36          | - ITA: Oro         | King del rap                  |
| 2011                                                                                               | Didinò                                               | 63          |                    | King del rap                  |
| 2012                                                                                               | Sabbie mobili                                        | —           |                    | King del rap                  |
| 2012                                                                                               | Giusto un giro (feat. Emis Killa)                    | 65          | - ITA: Oro         | King del rap                  |
| 2012                                                                                               | Se il mondo fosse (con Emis Killa, Club Dogo e J-Ax) | 2           | - ITA: Platino     | /                             |
| 2013                                                                                               | La tipa del tipo (con DJ Tayone)                     | 32          |                    | /                             |
| 2014                                                                                               | Status                                               | 2           |                    | Status                        |
| 2015                                                                                               | In radio                                             | 59          | - ITA: Platino     | Status                        |
| 2015                                                                                               | Nella macchina (feat. Neffa)                         | —           |                    | Status                        |
| 2015                                                                                               | Vita da star RMX/Playboy (con Fabri Fibra)           | —           |                    | Status                        |
| 2015                                                                                               | Senza un posto nel mondo (feat. Tiziano Ferro)       | —           |                    | Status                        |
| 2015                                                                                               | Catatonica                                           | —           |                    | Status Vendetta Edition       |
| 2016                                                                                               | Niente canzoni d'amore (feat. Federica Abbate)       | 54          | - ITA: Platino (3) | Status Vendetta Edition       |
| 2016                                                                                               | Nulla accade (con Guè)                               | 16          | - ITA: Platino (2) | Santeria                      |
| 2016                                                                                               | Insta Lova (con Guè)                                 | 6           | - ITA: Platino (3) | Santeria                      |
| 2016                                                                                               | Ninja (con Guè)                                      | 62          |                    | Santeria Voodoo Edition       |
| 2016                                                                                               | Scooteroni RMX (con Guè feat. Sfera Ebbasta)         | 62          | - ITA: Platino (3) | Santeria Voodoo Edition       |
| 2017                                                                                               | Maserati (con Il Profeta)                            | —           |                    | /                             |
| 2018                                                                                               | Business Class (feat. Rkomi)                         | 19          | - ITA: Oro         | Marracash - 10 anni dopo      |
| 2019                                                                                               | F.A.K.E. (con Don Joe e Jake La Furia)               | 32          |                    | /                             |
| 2019                                                                                               | Margarita (con Elodie)                               | 6           | - ITA: Platino (3) | This Is Elodie                |
| 2019                                                                                               | Marylean (con Salmo e Nitro)                         | 3           | - ITA: Platino (2) | Machete Mixtape 4             |
| 2019                                                                                               | Non ci sto (con Shablo e Carl Brave)                 | 7           | - ITA: Platino     | /                             |
| 2019                                                                                               | Bravi a cadere - I polmoni                           | 8           | - ITA: Platino (3) | Persona                       |
| 2020                                                                                               | Neon - Le ali (feat. Elisa)                          | 5           | - ITA: Platino     | /                             |
| 2020                                                                                               | Sport - I muscoli (feat. Luchè)                      | 3           | - ITA: Platino (2) | Persona                       |
| 2021                                                                                               | Crazy Love                                           | 2           | - ITA: Platino (4) | Noi, loro, gli altri          |
| 2022                                                                                               | Laurea ad honorem (feat. Calcutta)                   | 8           | - ITA: Platino (2) | Noi, loro, gli altri          |
| 2022                                                                                               | Importante                                           | 13          | - ITA: Platino     | Noi, loro, gli altri (Deluxe) |
| 2023                                                                                               | Un altro mondo (con Merk & Kremont e Tananai)        | 17          | - ITA: Platino (2) | /                             |
| 2024                                                                                               | Gli sbandati hanno perso                             | 1           | - ITA: Oro         | È finita la pace              |
| 2025                                                                                               | Lei                                                  | 5           | - ITA: Oro         | È finita la pace              |
| "—" indica una pubblicazione che non si è classificata o che non è stata pubblicata in quel Paese. |                                                      |             |                    |                               |

### Come artista ospite
| Anno                                                                                               | Titolo                                                                            | Classifiche | Certificazioni     | Album di provenienza  |
| Anno                                                                                               | Titolo                                                                            | ITA         | Certificazioni     | Album di provenienza  |
| -------------------------------------------------------------------------------------------------- | --------------------------------------------------------------------------------- | ----------- | ------------------ | --------------------- |
| 2009                                                                                               | Come la (The Bloody Beetroots feat. Marracash)                                    | 63          |                    | Romborama             |
| 2011                                                                                               | Qualcuno normale (Fabri Fibra feat. Marracash)                                    | —           |                    | Controcultura         |
| 2012                                                                                               | Noi siamo il club (Club Dogo feat. Marracash)                                     | —           |                    | Noi siamo il club     |
| 2013                                                                                               | Non cambierò mai (Baby K feat. Marracash)                                         | 72          | - ITA: Oro         | Una seria             |
| 2013                                                                                               | Come ieri (Giuliano Palma feat. Marracash)                                        | 63          |                    | Old Boy               |
| 2017                                                                                               | Milano Bachata (Rkomi feat. Marracash)                                            | 9           | - ITA: Platino (2) | Io in terra           |
| 2018                                                                                               | Pensare troppo mi fa male (Federica Abbate feat. Marracash)                       | —           |                    | In foto vengo male    |
| 2020                                                                                               | Barona (Young Rame feat. Marracash)                                               | —           |                    | Le jeune Simba        |
| 2020                                                                                               | Defuera (DRD feat. Ghali, Madame e Marracash)                                     | 33          | - ITA: Platino     | /                     |
| 2021                                                                                               | Fantasmi (TY1 feat. Geolier e Marracash)                                          | 16          | - ITA: Platino     | Djungle               |
| 2021                                                                                               | Solo lei ha quel che voglio 2021 (Sottotono feat. Guè, Marracash e Tiziano Ferro) | 51          |                    | Originali             |
| 2022                                                                                               | La pioggia alla domenica (Vasco Rossi feat. Marracash)                            | 11          | - ITA: Oro         | /                     |
| 2022                                                                                               | Le pietre non volano (Luchè feat. Marracash)                                      | 11          | - ITA: Platino     | Dove volano le aquile |
| 2024                                                                                               | Adrenalina (Baby Gang feat. Blanco e Marracash)                                   | 14          | - ITA: Platino     | L'angelo del male     |
| "—" indica una pubblicazione che non si è classificata o che non è stata pubblicata in quel Paese. |                                                                                   |             |                    |                       |

## Altri brani entrati in classifica
| Anno | Titolo                                           | Classifiche | Certificazioni     | Album di provenienza        |
| Anno | Titolo                                           | ITA         | Certificazioni     | Album di provenienza        |
| ---- | ------------------------------------------------ | ----------- | ------------------ | --------------------------- |
| 2016 | Salvador Dalí (con Guè)                          | 25          | - ITA: Platino (2) | Santeria                    |
| 2016 | Cosa mia (con Guè)                               | 44          | - ITA: Oro         | Santeria                    |
| 2016 | Money (con Guè)                                  | 50          | - ITA: Oro         | Santeria                    |
| 2016 | Cantante italiana (con Guè)                      | 53          | - ITA: Oro         | Santeria                    |
| 2016 | Senza Dio (con Guè)                              | 58          | - ITA: Oro         | Santeria                    |
| 2016 | Maledetto me (con Guè)                           | 60          | - ITA: Oro         | Santeria                    |
| 2016 | Scooteroni (con Guè)                             | 62          | - ITA: Platino (3) | Santeria                    |
| 2016 | Purdi (con Guè)                                  | 69          | - ITA: Oro         | Santeria                    |
| 2016 | Quasi amici (con Guè)                            | 71          | - ITA: Oro         | Santeria                    |
| 2016 | Tony (con Guè)                                   | 73          | - ITA: Oro         | Santeria                    |
| 2016 | Film senza volume (con Guè)                      | 80          | - ITA: Oro         | Santeria                    |
| 2016 | Santeria (con Guè)                               | 85          |                    | Santeria                    |
| 2016 | Erba & WiFi (con Guè)                            | 88          |                    | Santeria                    |
| 2016 | Ca$hmere (con Guè)                               | 52          | - ITA: Platino     | Santeria Voodoo Edition     |
| 2016 | Piazza rossa (con Guè)                           | 91          |                    | Santeria Voodoo Edition     |
| 2018 | Valentino                                        | 47          |                    | Marracash - 10 anni dopo    |
| 2019 | Body Parts - I denti                             | 9           | - ITA: Platino     | Persona                     |
| 2019 | Qualcosa in cui credere - Lo scheletro (con Guè) | 6           | - ITA: Platino     | Persona                     |
| 2019 | Quelli che non pensano - Il cervello (con Coez)  | 4           | - ITA: Platino     | Persona                     |
| 2019 | Appartengo - Il sangue (con Massimo Pericolo)    | 5           | - ITA: Platino     | Persona                     |
| 2019 | Poco di buon - Il fegato                         | 13          | - ITA: Oro         | Persona                     |
| 2019 | Non sono Marra - La pelle (con Mahmood)          | 11          | - ITA: Platino     | Persona                     |
| 2019 | Supreme - L'ego (con Thasup e Sfera Ebbasta)     | 1           | - ITA: Platino (3) | Persona                     |
| 2019 | Da buttare - Il cazzo                            | 15          | - ITA: Oro         | Persona                     |
| 2019 | Crudelia - I nervi                               | 2           | - ITA: Platino (6) | Persona                     |
| 2019 | G.O.A.T - Il cuore                               | 12          | - ITA: Platino     | Persona                     |
| 2019 | Madame - L'anima (con Madame)                    | 7           | - ITA: Platino (3) | Persona                     |
| 2019 | Tutto questo niente - Gli occhi                  | 19          | - ITA: Oro         | Persona                     |
| 2019 | Greta Thunberg - Lo stomaco (con Cosmo)          | 18          | - ITA: Oro         | Persona                     |
| 2021 | 64 barre di paura (con Marz)                     | 38          | - ITA: Platino     | Red Bull 64 Bars, the Album |
| 2021 | 64 barre di vittoria (con Crookers e Nic Sarno)  | 93          |                    | Red Bull 64 Bars, the Album |
| 2021 | Loro                                             | 6           | - ITA: Platino     | Noi, loro, gli altri        |
| 2021 | Pagliaccio                                       | 7           | - ITA: Platino     | Noi, loro, gli altri        |
| 2021 | Infinity Love (feat. Guè)                        | 1           | - ITA: Platino (5) | Noi, loro, gli altri        |
| 2021 | Io                                               | 3           | - ITA: Platino     | Noi, loro, gli altri        |
| 2021 | Cosplayer                                        | 9           | - ITA: Oro         | Noi, loro, gli altri        |
| 2021 | Dubbi                                            | 5           | - ITA: Platino (2) | Noi, loro, gli altri        |
| 2021 | Noi                                              | 10          | - ITA: Platino     | Noi, loro, gli altri        |
| 2021 | Noi, loro, gli altri (skit)                      | 16          |                    | Noi, loro, gli altri        |
| 2021 | Gli altri (giorni stupidi)                       | 11          | - ITA: Platino     | Noi, loro, gli altri        |
| 2021 | Nemesi                                           | 4           | - ITA: Platino (2) | Noi, loro, gli altri        |
| 2021 | Cliffhanger                                      | 12          |                    | Noi, loro, gli altri        |
| 2024 | Power Slap                                       | 2           |                    | È finita la pace            |
| 2024 | Crash                                            | 4           |                    | È finita la pace            |
| 2024 | È finita la pace                                 | 3           |                    | È finita la pace            |
| 2024 | Detox/Rehab                                      | 7           |                    | È finita la pace            |
| 2024 | Soli                                             | 10          |                    | È finita la pace            |
| 2024 | Mi sono innamorato di un AI                      | 16          |                    | È finita la pace            |
| 2024 | Factotum                                         | 17          |                    | È finita la pace            |
| 2024 | Vittima                                          | 6           |                    | È finita la pace            |
| 2024 | Troi*                                            | 19          |                    | È finita la pace            |
| 2024 | Pentothal                                        | 14          |                    | È finita la pace            |
| 2024 | Happy End                                        | 22          |                    | È finita la pace            |

## Collaborazioni
| Anno | Artisti                                                                                                 | Titolo                      | Album di provenienza                    |
| ---- | --- | --------------------------- | --------------------------------------- |
| 2005 | Grand Agent e Don Joe feat. Ask, Vincenzo da Via Anfossi e Marracash                                    | Hustlebound                 | Regular                                 |
| 2005 | Guè feat. Vincenzo da Via Anfossi e Marracash                                                           | Che nessuno si muova        | Hashishinz Sound Vol. 1                 |
| 2005 | Guè feat. Vincenzo da Via Anfossi, Marracash e Jake La Furia                                            | Boss!                       | Hashishinz Sound Vol. 1                 |
| 2006 | Rischio feat. Vincenzo da Via Anfossi, Jake La Furia e Marracash                                        | Il giustiziere della notte  | Reloaded - Lo spettacolo è finito Pt. 2 |
| 2006 | Thug Team feat. Marracash e Vincenzo da Via Anfossi                                                     | Grossi calibri              | Strategie                               |
| 2006 | Club Dogo feat. Marracash                                                                               | D.O.G.O.                    | Penna capitale                          |
| 2006 | Club Dogo feat. Marracash                                                                               | Briatori                    | Penna capitale                          |
| 2007 | J-Ax feat. Marracash, Space One, Club Dogo e Chief                                                      | S.N.O.B. Reloaded           | /                                       |
| 2007 | Fuossera feat. Marracash e Vincenzo da Via Anfossi                                                      | Solo andata                 | Spirito e materia                       |
| 2007 | Noyz Narcos feat. Marracash                                                                             | Mentalità da clan           | Verano zombie                           |
| 2007 | Unlimited Struggle feat. Marracash                                                                      | Con i soldi in testa        | Struggle Music                          |
| 2007 | EnMiCasa feat. Club Dogo, Marracash e Vincenzo da Via Anfossi                                           | La gente fa...              | Senza respiro                           |
| 2007 | Club Dogo feat. Marracash e Vincenzo da Via Anfossi                                                     | Puro Bogotà                 | Vile denaro                             |
| 2007 | Space One feat. Club Dogo, Marracash e Vincenzo da Via Anfossi                                          | Pallottole nelle lettere    | Il ritorno                              |
| 2007 | Ted Bundy feat. Marracash                                                                               | Molotov Cocktail            | Molotov Cocktail                        |
| 2007 | Ted Bundy feat. Marracash e Vincenzo da Via Anfossi                                                     | Che ne sai della gang       | Molotov Cocktail                        |
| 2007 | Montenero feat. Jake La Furia, Guè e Marracash                                                          | Chi ci ferma                | Milano spara                            |
| 2008 | Vincenzo da Via Anfossi feat. Marracash                                                                 | Popolari                    | L'ora d'aria                            |
| 2008 | Aban feat. Marracash e Guè                                                                              | La bella Italia             | La bella Italia                         |
| 2009 | Artisti Uniti Per L'Abruzzo                                                                             | Domani 21/04.2009           | /                                       |
| 2009 | Club Dogo feat. Marracash                                                                               | Meglio che morto            | Dogocrazia                              |
| 2009 | J-Ax feat. Marracash                                                                                    | Il commercialista           | Deca Dance                              |
| 2009 | Karkadan feat. Marracash                                                                                | Discoteque remix            | Karkadance                              |
| 2009 | Guè feat. Marracash e Izio Sklero                                                                       | Rap Stallions               | Fastlife Mixtape Vol. 2 - Faster Life   |
| 2009 | Co'Sang feat. Marracash e El Koyote                                                                     | Nun me parla 'e strada      | Vita bona                               |
| 2010 | Noyz Narcos feat. Marracash                                                                             | Grand Guignol               | Guilty                                  |
| 2010 | Co'Sang feat. Jake La Furia, Marracash e O'lank                                                         | Mi piace                    | Poesia cruda mixtape vol. 1             |
| 2010 | Club Dogo feat. Marracash                                                                               | Ciao proprio                | Che bello essere noi                    |
| 2010 | Emis Killa feat. Marracash                                                                              | Bla Bla                     | Champagne e spine                       |
| 2010 | Fabri Fibra feat. Marracash                                                                             | Qualcuno normale            | Controcultura                           |
| 2011 | Fabri Fibra feat. Marracash, Redman, Soprano, Dargen D'Amico e Entics                                   | Tranne te (Megamix)         | /                                       |
| 2011 | Guè feat. Entics, Ensi, Ntò, Marracash, Jake La Furia e Nex Cassel                                      | Big!                        | Il ragazzo d'oro                        |
| 2011 | Don Joe e Shablo feat. Fabri Fibra, Jake La Furia, Noyz Narcos Marracash, Guè, J-Ax e Francesco Sarcina | Le leggende non muoiono mai | Thori & Rocce                           |
| 2011 | Don Joe e Shablo feat. Marracash e Deleterio                                                            | L'ultimo giorno che ho      | Thori & Rocce                           |
| 2011 | Entics feat. Marracash                                                                                  | Voglio fare i $             | Soundboy                                |
| 2011 | Fedez feat. Marracash e Guè                                                                             | Blues                       | Il mio primo disco da venduto           |
| 2012 | Emis Killa feat. Marracash                                                                              | Il mondo dei grandi         | L'erba cattiva                          |
| 2012 | Rapstar feat. Marracash                                                                                 | La prova vivente            | Non è gratis                            |
| 2012 | Club Dogo feat. Marracash                                                                               | Noi siamo il club           | Noi siamo il club                       |
| 2012 | Luchè feat. Marracash                                                                                   | Rockstar                    | L1                                      |
| 2013 | Andrea Nardinocchi feat. Marracash                                                                      | Tu sei pazzo                | Il momento perfetto                     |
| 2013 | Clementino feat. Marracash, Noyz Narcos, Ntò e Paura                                                    | Dalle palazzine             | Mea culpa                               |
| 2013 | Guè feat. Marracash                                                                                     | Brivido                     | Bravo ragazzo                           |
| 2013 | Jake La Furia feat. Marracash e Guè                                                                     | Esercizio di stile          | Musica commerciale                      |
| 2013 | Corrado, Fred De Palma, Attila, Achille Lauro, Luchè, Marracash, Tayone                                 | Genesi                      | Genesi                                  |
| 2013 | Luchè feat Marracash                                                                                    | GVNC                        | L2                                      |
| 2014 | Fred De Palma feat. Marracash                                                                           | Muovi il mondo              | Lettera al successo                     |
| 2014 | Achille Lauro feat. Marracash                                                                           | Real Royal Street Rap       | Achille Idol immortale                  |
| 2014 | Night Skinny feat. Marracash                                                                            | Zero Kills                  | Zero Kills                              |
| 2014 | Deleterio feat. Guè, Attila, Marracash                                                                  | Freddezza                   | Dadaismo                                |
| 2014 | Deleterio feat. Marracash                                                                               | Gran rap                    | Dadaismo                                |
| 2014 | Deleterio feat. Marracash, Luchè, Jake La Furia                                                         | Ciao                        | Dadaismo                                |
| 2015 | Clementino feat. Marracash & Noyz Narcos                                                                | Dal centro all'hinterland   | Miracolo!                               |
| 2015 | Achille Lauro feat. Marracash                                                                           | Ora lo so                   | Dio c'è                                 |
| 2015 | Sfera Ebbasta feat. Luchè e Marracash                                                                   | XDVRMX                      | XDVR Reloaded                           |
| 2016 | Ntò feat. Speaker Cenzou, Clementino, Izi e Marracash                                                   | Il ballo dei macellai       | Col sangue                              |
| 2017 | Guè feat. Marracash                                                                                     | Relaxxx                     | Gentleman                               |
| 2018 | Guè feat. Luchè & Marracash                                                                             | Modalità aereo              | Sinatra                                 |
| 2018 | Cor Veleno feat. Marracash                                                                              | Pepita Bluemoon             | Lo spirito che suona                    |
| 2019 | Night Skinny feat. Noyz Narcos, Marracash & Capo Plaza                                                  | Street Advisor              | Mattoni                                 |
| 2019 | Gemitaiz & MadMan feat. Guè & Marracash                                                                 | Fiori                       | Scatola nera                            |
| 2019 | Thasup feat. Marracash                                                                                  | Occh1 purpl3                | 23 6451                                 |
| 2020 | Shiva feat. Marracash                                                                                   | Milano ovest                | Routine                                 |
| 2020 | Kid Vicious feat. Marracash & Coez                                                                      | Palazzine                   | /                                       |
| 2020 | Guè feat. Mahmood e Marracash                                                                           | Tardissimo                  | Mr. Fini                                |
| 2020 | Sfera Ebbasta feat. Marracash e Guè                                                                     | Tik Tok                     | Famoso                                  |
| 2021 | Guè e DJ Harsh feat. Marracash                                                                          | Smith & Wesson Freestyle    | Fastlife 4                              |
| 2021 | TY1 feat. Taxi B, Marracash e Paky                                                                      | Djungle                     | Djungle                                 |
| 2021 | Don Joe feat. Marracash e Venerus                                                                       | Guerriero                   | Milano soprano                          |
| 2021 | Salmo feat. Marracash                                                                                   | La chiave                   | Flop                                    |
| 2021 | Guè feat. Marracash                                                                                     | Daytona                     | Guesus                                  |
| 2022 | Paky feat. Marracash                                                                                    | No Wallet                   | Salvatore                               |
| 2022 | Fabri Fibra feat. Marracash                                                                             | Noia                        | Caos                                    |
| 2022 | Gemitaiz feat. Coez e Marracash                                                                         | K.O.                        | Eclissi                                 |
| 2022 | Ghali feat. Marracash                                                                                   | Free Solo                   | Sensazione ultra                        |
| 2023 | Guè feat. Marracash e Rkomi                                                                             | Free                        | Madreperla                              |
| 2023 | Geolier feat. Marracash                                                                                 | Il male che mi fai          | Il coraggio dei bambini - Atto II       |
| 2023 | Tedua feat. Marracash                                                                                   | Diluvio a luglio            | La Divina Commedia                      |
| 2023 | Drillionaire feat. Guè e Marracash                                                                      | Yalla                       | 10                                      |
| 2023 | Salmo e Noyz Narcos feat. Marracash                                                                     | Respira                     | Cult                                    |
| 2023 | Sfera Ebbasta feat. Marracash                                                                           | 15 piani                    | X2VR                                    |
| 2024 | Club Dogo feat. Marracash                                                                               | Nato per questo             | Club Dogo                               |
| 2024 | Cosang feat. Marracash                                                                                  | Carnicero                   | Dinastia                                |
| 2024 | Lazza feat. Marracash                                                                                   | -3 (perdere il volo)        | Locura                                  |
| 2025 | Luchè feat. Giorgia e Marracash                                                                         | La mia vittoria             | Il mio lato peggiore                    |

## Video musicali
| Anno | Titolo                                 | Regista/i                        |
| ---- | -------------------------------------- | -------------------------------- |
| 2008 | Badabum Cha Cha                        | Laura Chiossone                  |
| 2008 | Estate in città                        | Cosimo Alemà                     |
| 2008 | Non confondermi                        | Fabrizio Conte                   |
| 2009 | Tutto questo                           | Luca Tartaglia                   |
| 2010 | Cani pazzi                             | Luca Tartaglia                   |
| 2010 | Stupido                                | Cosimo Alemà                     |
| 2010 | Fino a qui tutto bene                  | Cosimo Alemà                     |
| 2010 | Rivincita                              | Cosimo Alemà                     |
| 2010 | Parole chiave                          | Yo Clas!                         |
| 2011 | Se la scelta fosse mia                 | Luchè                            |
| 2011 | King del rap                           | Yo Clas!                         |
| 2011 | Didinò                                 | Cosimo Alemà                     |
| 2012 | Né cura né luogo                       | Mauro Russo                      |
| 2012 | Sabbie mobili                          | Gaetano Morbioli                 |
| 2012 | Giusto un giro                         | Gaetano Morbioli                 |
| 2012 | In faccia                              | Gianluca Grandinetti             |
| 2013 | La tipa del tipo                       | Ludovico Galletti, Sami Schinaia |
| 2014 | Ciao                                   | Alberto Salvucci                 |
| 2014 | Gran Rap                               | YouNuts!                         |
| 2014 | Status                                 | YouNuts!                         |
| 2015 | Bruce Willis                           | Trash Secco                      |
| 2015 | In radio                               | Cosimo Alemà                     |
| 2015 | A volte esagero                        | YouNuts!                         |
| 2015 | Sushi & Cocaina                        | Gianluca Catania                 |
| 2015 | Vita da star RMX                       | Eddie Bolli                      |
| 2015 | Senza un posto nel mondo               | Jacopo Rondinelli                |
| 2015 | Catatonica                             | Alessandro Murdaca               |
| 2016 | Niente canzoni d'amore                 | Trilathera                       |
| 2016 | Nulla accade                           | Fabio Jansen                     |
| 2016 | Insta Lova                             | Fabrizio Conte                   |
| 2016 | Salvador Dalì                          | Andrea Folino, Corrado Perria    |
| 2016 | Scooteroni RMX                         | Marc Lucas, Igor Grbesic         |
| 2016 | Senza Dio                              | Fabrizio Conte                   |
| 2017 | Tony                                   | Marc Lucas, Igor Grbesic         |
| 2019 | F.A.K.E.                               | Enea Colombi                     |
| 2020 | Crudelia - I nervi                     | Martina Pastori                  |
| 2020 | Qualcosa in cui credere - Lo scheletro | Nicola Bussei, Fabio Giavara     |
| 2021 | Crazy Love                             | Giulio Rosati                    |
| 2022 | Importante                             | Ludovico Di Martino              |
| 2023 | Un altro mondo                         | Olmo Parenti                     |
| 2025 | Lei                                    | Giulio Rosati                    |